# 紀公巡
紀公廵（1520年—？），字恒甫，號省吾，山東東昌府高唐州恩縣人，民籍，明朝政治人物。

## 生平
嘉靖二十八年（1549年）己酉科山東鄉試第五十八名舉人。嘉靖二十九年（1550年）中式庚戌科會試第一百七十九名，三甲第一百四十六名進士。授行人，三十三年五月选授刑科給事中，三十五年四月充副使，册封王府。进兵科右，六月升禮科左，曾任直隸永平府知府。四十二年任山西岢岚兵备副使。隆庆五年（1571年）三月升山西布政司左参政，分守冀南道，萬曆元年（1573年）五月为阅臣吳百朋题參，勒闲住。

## 家族
曾祖紀綸，監生；祖父紀存仁，知縣；父紀鶴，醫官。母劉氏。具庆下。